# 1759
1759 (хиляда седемстотин петдесет и девета) година (MDCCLIX) е:
- обикновена година, започваща в петък по юлианския календар;
- обикновена година, започваща в понеделник по григорианския календар (с 11 дни напред за 18 век).

Тя е 1759-ата година от новата ера и след Христа, 759-ата от 2-ро хилядолетие и 59-ата от 18 век.

## Събития
- 6 януари – Джордж Вашингтон се жени за Марта Дендридж Къстис
- 11 януари – във Филаделфия, Пенсилвания се създава първата Американска животозастраховаща компания в света.
- 15 януари – Британският музей отваря врати (след 6-годишно изграждане).
- Пожар разрушава до основи 250 къщи в Стокхолм.

## Родени
- 25 януари – Робърт Бърнс, шотландски поет
- 28 май – Уилям Пит-младши, английски политик († 1806 г.)
- 23 септември – Клотилд Бурбон-Френска, френска принцеса, кралица на Сардиния († 1802 г.)
- 26 октомври – Жорж Дантон, френски политик († 1794 г.)
- 10 ноември – Фридрих Шилер, немски поет, философ, историк и драматург († 1805 г.)

## Починали
- 14 април – Георг Фридрих Хендел, германски композитор (* 1685 г.)
- 29 ноември – Николас Бернули, швейцарски математик (* 1687 г.)
- 6 декември – Луиза-Елизабет Бурбон-Френска, френска благородничка (* 1627 г.)